# Novaci (Ub)
Pour les articles homonymes, voir Novaci (homonymie).
Novaci (en serbe cyrillique : Новаци) est un village de Serbie situé dans la municipalité d’Ub, district de Kolubara. Au recensement de 2011, il comptait 715 habitants.

## Géographie
Novaci est situé sur les rives de la Tamnava.

## Démographie

### Évolution historique de la population
| 1948  | 1953  | 1961  | 1971  | 1981  | 1991  | 2002 | 2011 |
| ----- | ----- | ----- | ----- | ----- | ----- | ---- | ---- |
| 1 308 | 1 393 | 1 351 | 1 305 | 1 185 | 1 067 | 879  | 715  |

|  |